# Miroir plan
Un miroir plan est un miroir dont la surface est un plan de l'espace. Il possède des propriétés optiques de stigmatisme rigoureux (l'image d'un point est un point) et d'aplanétisme (l'image d'un plan est un plan).
Le miroir plan possède de nombreuses applications en optique (déviation de rayon lumineux, calibration d'instruments...) mais également dans la vie courante où il est facilement disponible (miroir décoratif ou d'utilité cosmétique par exemple).

## Image par un miroir plan

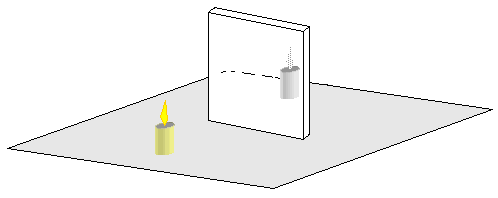
L'expérience des deux bougies

L'image d'un objet par un miroir plan est le symétrique orthogonal de l'objet par rapport au plan du miroir.
C'est une image virtuelle, qui ne peut pas être recueillie sur un écran.
L'image et l'objet sont de même taille et inversés (l'image d'une main droite est une main gauche).
Le miroir plan est le seul système optique qui soit rigoureusement stigmatique en tout point.
En pratique la réflexion par un dioptre plan (vitre, eau parfaitement calme) fournit une image identique à celle d'un miroir plan.

### Expérience des deux bougies
On utilise la réflexion sur une vitre. L'expérience consiste à utiliser deux bougies identiques, dont l'une est allumée.
On place celle qui est allumée d'un côté la « vitre-miroir » et on observe alors son image dans la vitre. On place alors la bougie éteinte de l'autre côté de la vitre, de façon qu'elle coïncide avec l'image : la deuxième bougie semble allumée.
On constate alors que la position de la deuxième bougie est le symétrique orthogonal de la première par rapport au plan du miroir.
On peut aussi remplacer la bougie éteinte par un autre objet, par exemple son pouce et "voir" une flamme sur son pouce.

### Interprétation à l'aide des lois de Snell-Descartes

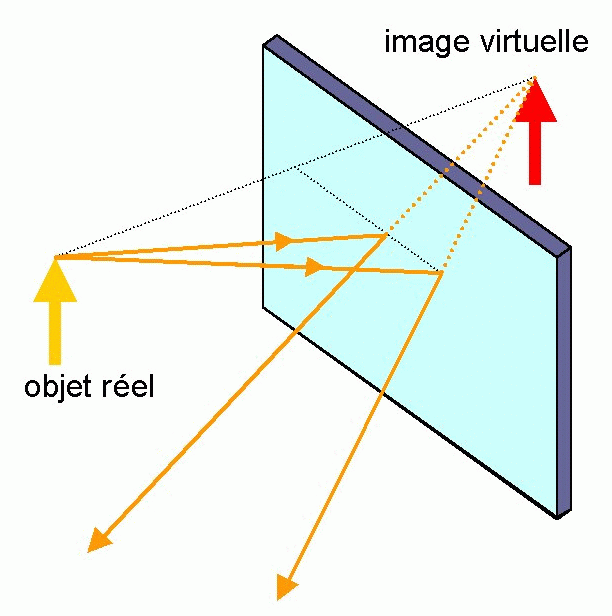

Schéma d'un tracé de rayon avec un miroir plan.

Un point lumineux de la flamme émet de la lumière dans toutes les directions.
En optique géométrique, la direction de propagation de la lumière est représentée par des rayons.
Certains rayons rencontrent le miroir (schématisé par le trait noir avec des hachures à l'arrière). Chaque rayon est réfléchi suivant la loi de Snell-Descartes en réflexion : il est dans le même plan et l'angle de réflexion est égale à l'angle d'incidence.
On constate alors, par simple construction géométrique obtenue en prolongeant « en arrière » les rayons réfléchis, que ceux-ci semblent provenir d'un point unique, symétrique du point source par rapport au miroir. Ce point est appelé «image virtuelle».
L'observateur qui place son œil dans le faisceau réfléchi, reçoit donc de la lumière qui lui semble provenir de ce point.
Dans l'expérience des deux bougies, la lumière de la flamme semble provenir de la bougie éteinte placée de façon symétrique car la bougie éteinte coïncide avec l'image de la bougie allumée.